# Michael Pacher

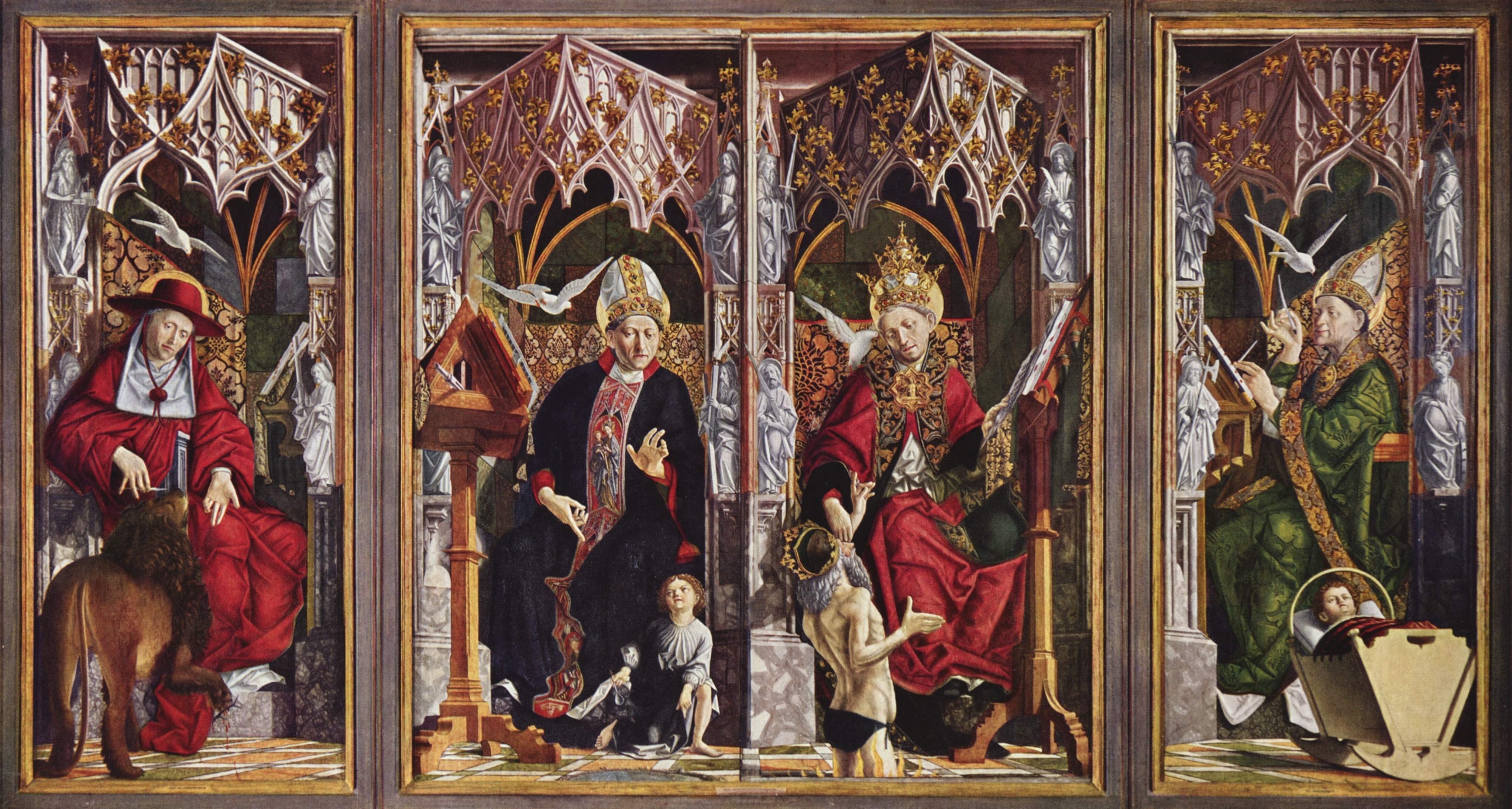
Kerkvadersaltaar, 1471-1475, Hiëronymus, Augustinus, Gregorius, Ambrosius.

Michael Pacher (vermoedelijk in Mühlen, een gehucht in Pfalzen, Zuid-Tirol, rond 1435 - Salzburg, 1498) was een Oostenrijks (Tiroler) kunstschilder en houtsnijder. Hij wordt gezien als een exponent van de overgang tussen de laatgotiek en de renaissance in Centraal-Europa.

## Leven en werk
Er is weinig bekend over zijn opleiding, maar zijn stage begon waarschijnlijk rond 1445 bij Leonhard von Brixen, een schilder met een eigen atelier die werkte in Brixen en in de gotische stijl. Zijn vroegste geregistreerde werk is een altaarstuk uit 1465 en ondertekend, maar dat nu verloren is gegaan. Pacher stond in 1467 geregistreerd als de eigenaar van een werkplaats waar altaarstukken werden gemaakt. Hij werkte veel voor Duitse opdrachtgevers, maar deed zijn inspiratie vooral op tijdens reizen door Noord-Italië. Zo maakte hij een lange reis naar Padua, waar hij onder de indruk raakte van het werk van Andrea Mantegna. Hij was een der eersten die de principes van de renaissance in Duitsland introduceerden.
Pacher staat vooral bekend om zijn monumentale hoogaltaar St. Wolfgang in de St. Wolfgangskerk te Sankt Wolfgang im Salzkammergut (met de kroning van Maria als centraal thema) en het Kerkvadersaltaar in het klooster Neustift te Brixen, tegenwoordig in de Alte Pinakothek te München. In beide altaarstukken verbindt hij met veel vakmanschap de schilderkunst en houtsnijkunst. Zijn altaarstukken zijn exemplarisch voor het doordringen van de invloeden van de Renaissance in de klassieke Gotische kunst, vooral getypeerd door het lineaire perspectief, een zekere plasticiteit en de individualisering van de uitgebeelde personages. De behandeling van licht en schaduw zorgen voor een meer realistische weergave. 
Veel andere altaarwerken van Pacher zijn verloren gegaan of slechts deels bewaard gebleven. Van de zijn bekende werken is veel af te leiden uit slechts enkele documenten, zoals facturen, contracten en kwitanties, die indirecte informatie verschaffen.
Aan Pacher worden ook diverse op zich zelf staande houtsnijwerken en schilderijen toegeschreven, waaronder een bekend portret van Maria van Bourgondië, geheel in de stijl van de toenmalige Italiaanse renaissanceschilders. In diverse van zijn kunstwerken worden ook wel invloeden van de Vlaamse Primitieven herkend, mogelijk opgedaan via Nikolaus Gerhaert van Leyden, die toentertijd in Wenen werkzaam was.
Pacher overleed in 1498 in of nabij Salzburg.

## Galerij

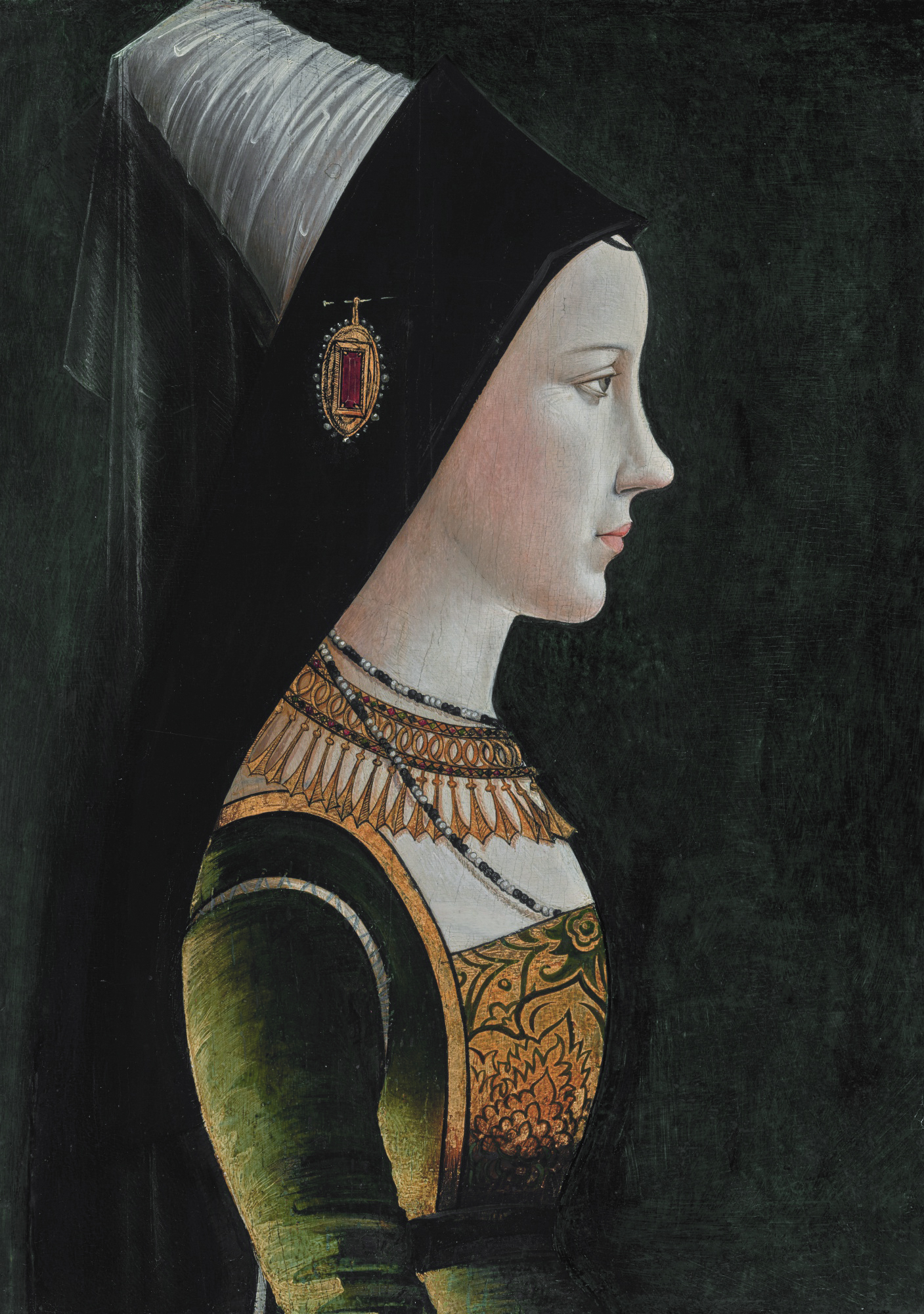
Maria van Bourgondië
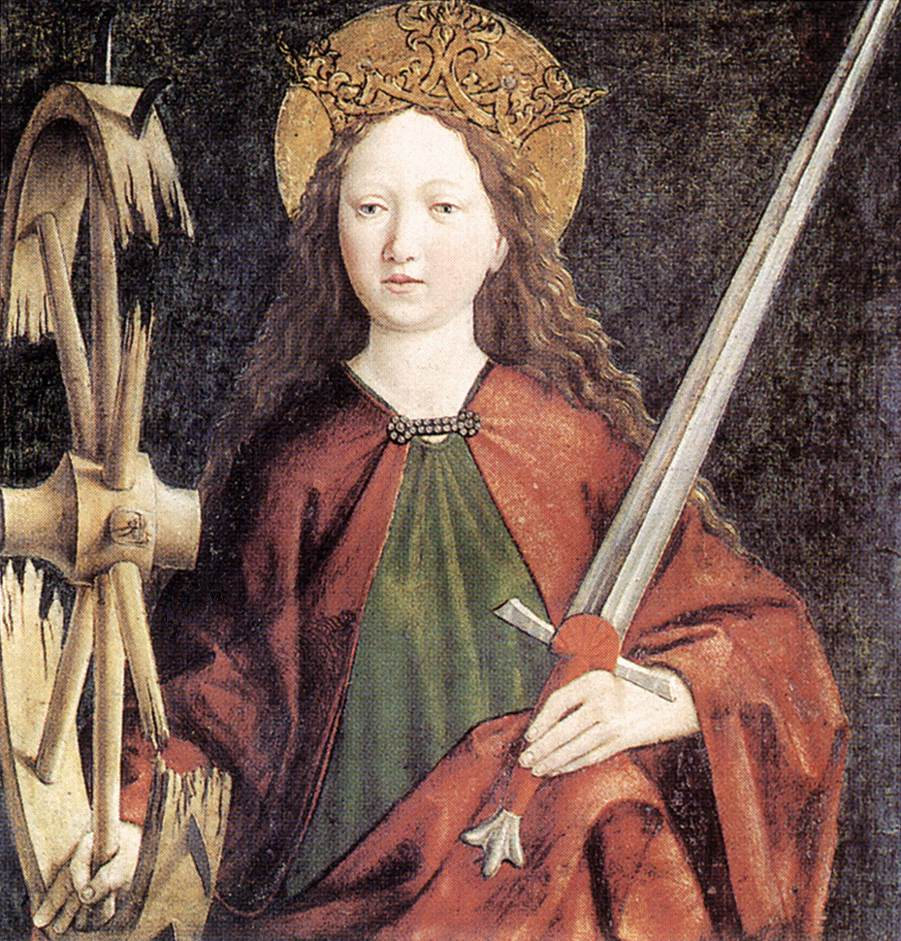
Catharina van Alexandrië
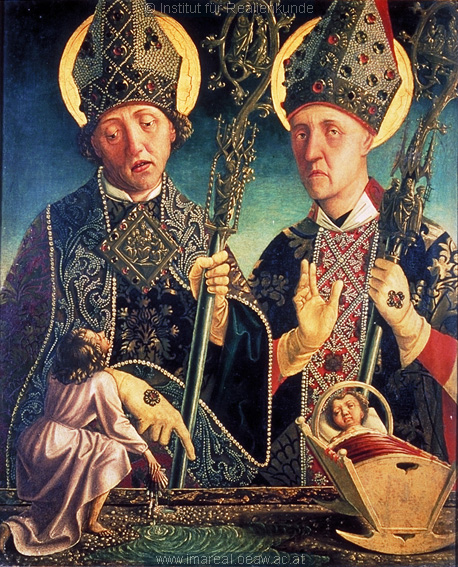
St. Augustinus en St. Ambrosius
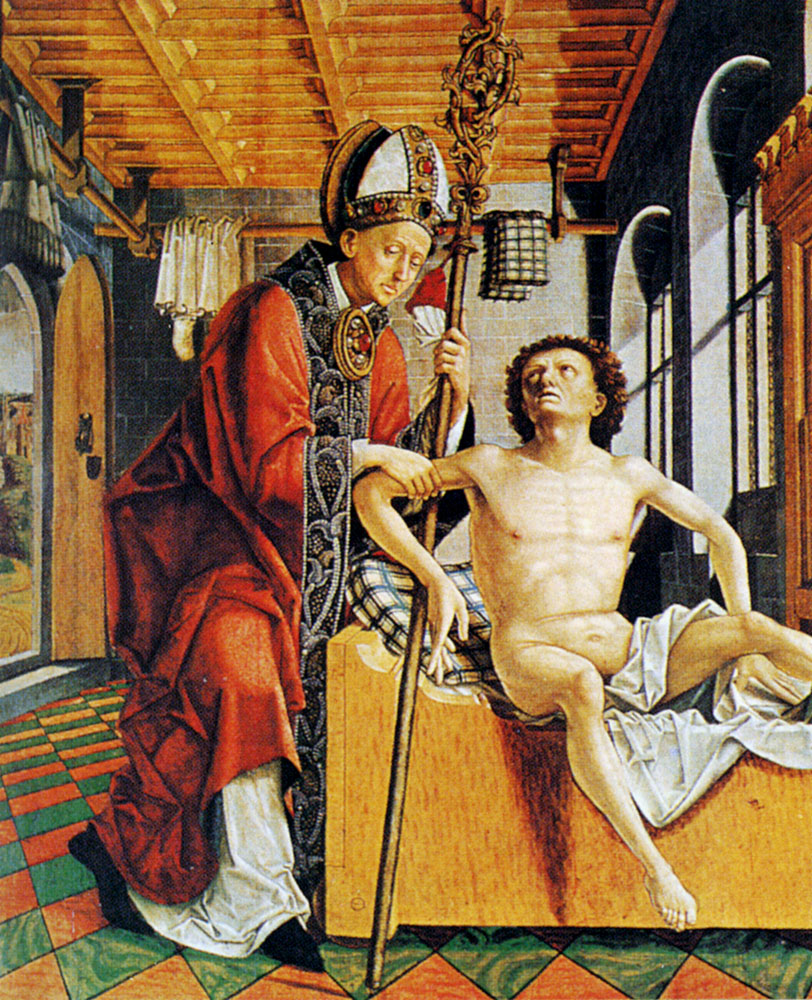
De heilige Augustinus bevrijdt een gevangene
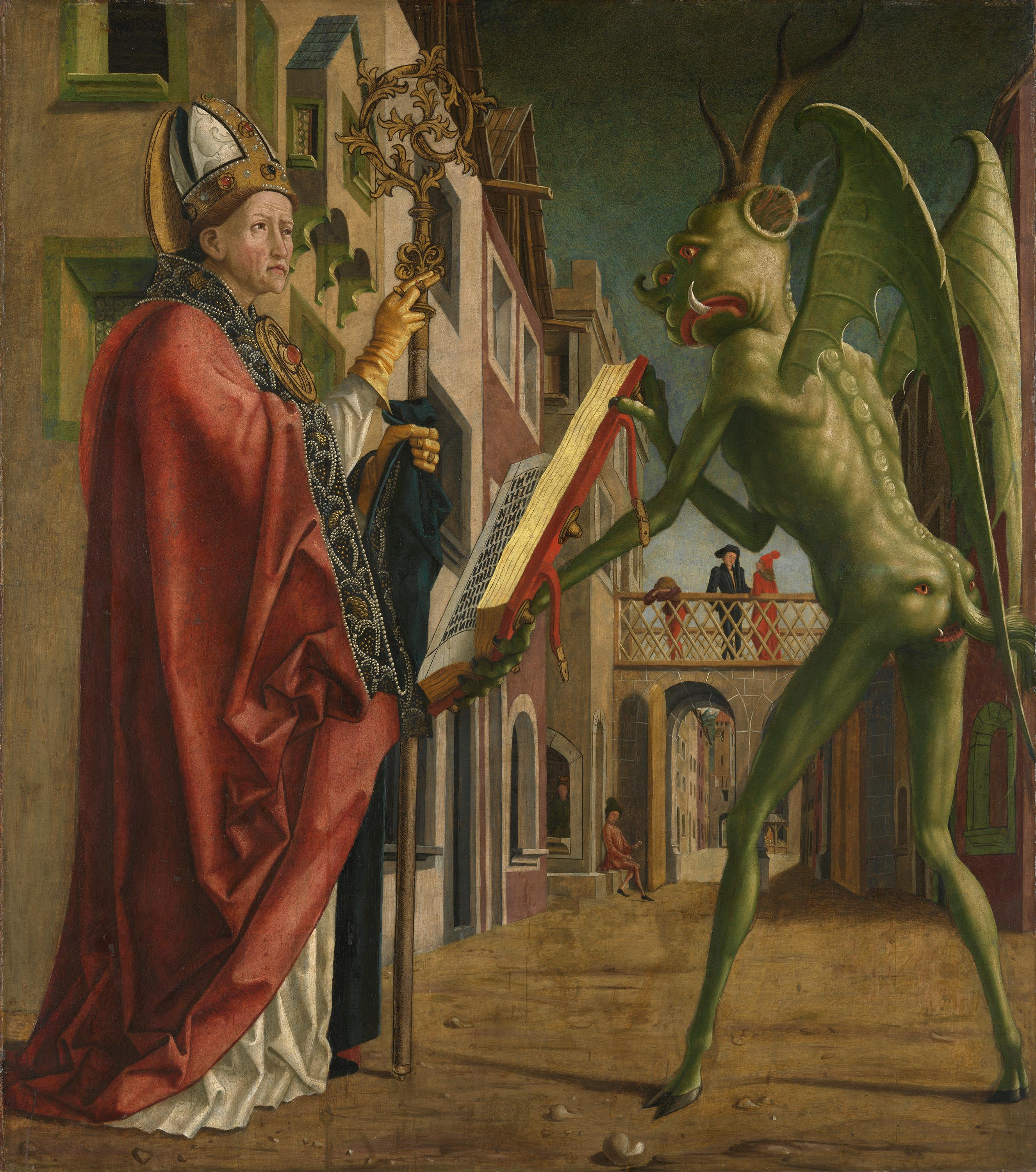
Augustinus en de duivel, kerkvadersaltaar
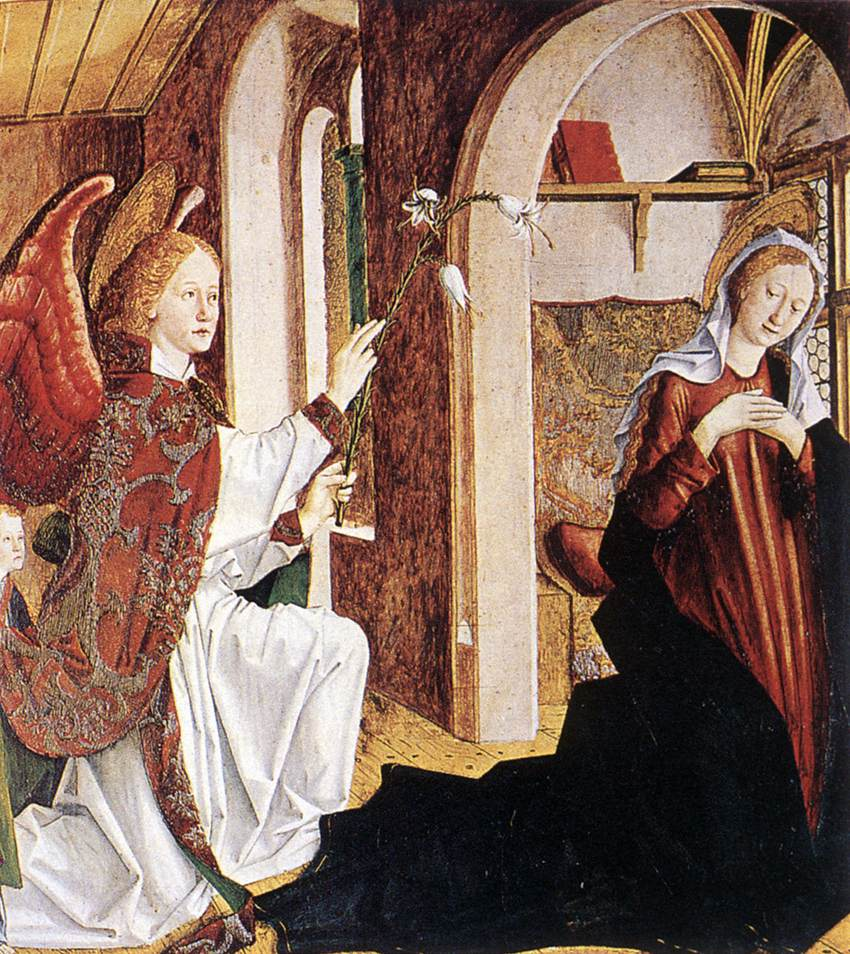
Annunciatie
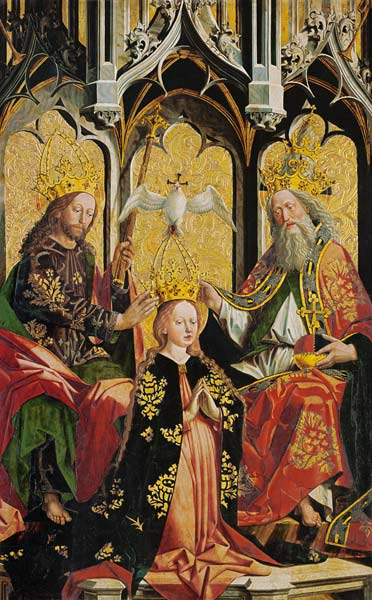
De kroning van de maagd Maria
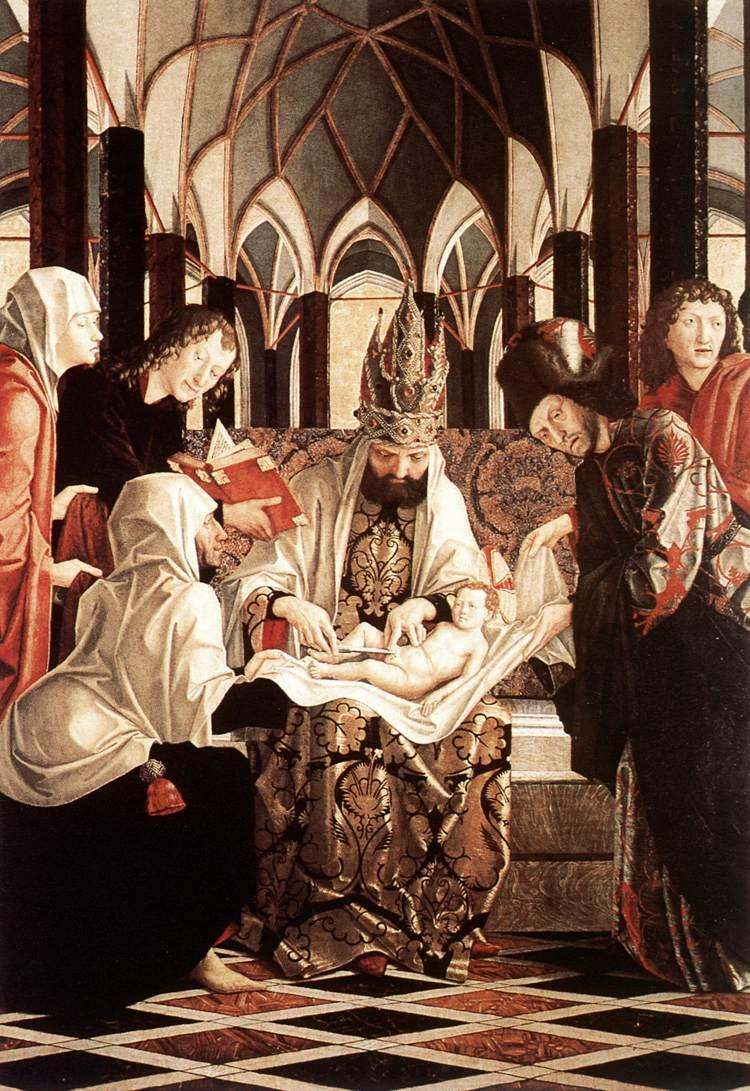
Besnijdenis, Wolfgang-altaar
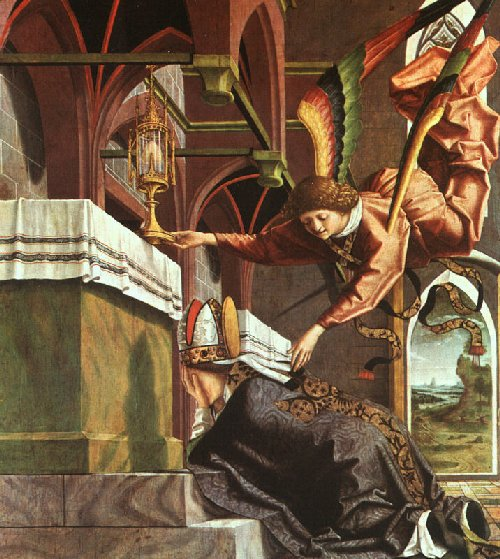
Wolfgang bidt om een wonder
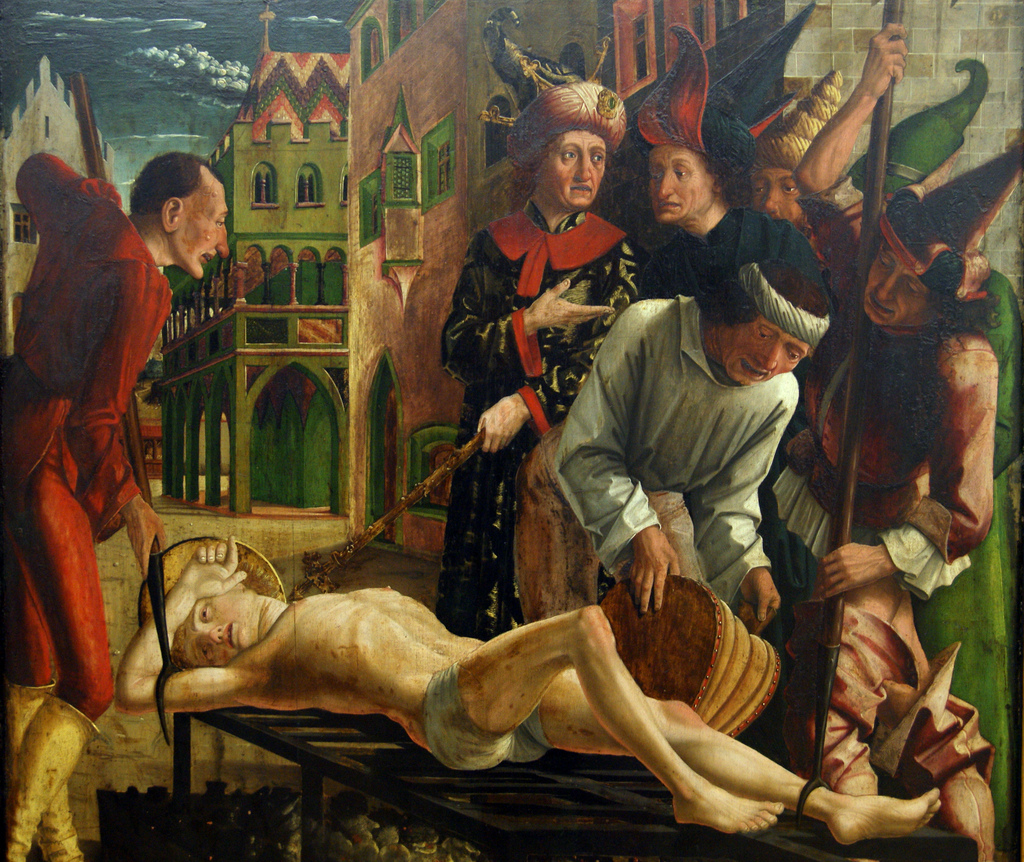
Martelaarschap St. Laurentius